# Jan Willem
Jan Willem, eigentlich Wilhelm Hempelmann (* 23. Juni 1934  in Vechta; † 24. März 2019 in Bramsche), war ein deutscher Sänger, Entertainer und Moderator.

## Leben
Hempelmann war der älteste von drei Söhnen. Nach einer Ausbildung als Tischler und einem Studium der Innenarchitektur an der Werkkunstschule in Hildesheim, war er 1969 Mitbegründer des Karnevalsvereins Vechtaer Carnevals Club und arbeitete als Innenarchitekt. Später wurde er als Humorist und Sänger unter dem Namen Jan Willem bekannt. Seit 1976 war er als reiner Bühnenkünstler aktiv.
1985 trat Jan Willem in der ARD-Fernsehsendung Zum Blauen Bock als Sänger auf. Jan Willem moderierte zwei Jahre lang die Aktuelle Schaubude und fünf Jahre lang zusammen mit Carlo von Tiedemann die Große Hafenrundfahrt beim NDR Fernsehen. 1999 nahm er beim deutschen Vorentscheid für den Grand Prix der Volksmusik mit dem Titel „Handschlag zwischen Nord und Süd“ teil, konnte sich  jedoch nicht für den Endwettbewerb qualifizieren. Jan Willem trug den Spitznamen „Der singende Doppelzentner“.
Er starb am 24. März 2019 im Alter von 84 Jahren im Kloster Malgarten in Bramsche (Landkreis Osnabrück), wo er zuletzt seit 2013 mit seiner Lebensgefährtin Biggi Hansen lebte. Jan Willem hatte drei Kinder.

## Diskographie

### Alben (Auswahl)
- 1982: Die neuesten Ärztewitze, Gruner & Jahr (Schallplatte)
- 1982: Die neuesten Soldatenwitze, Gruner & Jahr (Schallplatte)
- 1990: Papi guck´ ein Ostfriese (Karussell)
- 1992: Der Dicke und das Meer  (Pilz)
- 1999:  Jan Willem - Qualität Verbindet - Spass Mit Jan Willem (MSE Musikverlag)
- 2005: Spökenkieker (Chance Music)

### Singles (Auswahl)
- 1982: Kazoo Kazoo (als Jan Willem Hempelmann)
- 1985: Das Walross (Orchestrola, Pallas, Deutsche Austrophon)
- 1986: Gülletango (Orchestrola, Pallas, Deutsche Austrophon)
- 1992: Herzilein (Warzenschwein) (Cover-Version von Herzilein der Wildecker Herzbuben), B-Seite Papi guck´ ein Ostfriese (Cover-Version von David Hasselhoffs Lied Looking for Freedom, Polygram)
- 1997: Im Sommer (Koch International)
- 2001: Die heimliche Liebe zwischen Bayer und Preuss (mit  Horst Hermann), Koch Media
- 2004: Läuft denn der alte Lanz-Bulldog noch (Coverversion von Lebt denn der alte Holzmichel noch der Band De Randfichten, MSE-Musikverlag)
- 2005:  Wie schleppt der Osterhase denn die vielen Eier? (Koch Universal)
- 2015:  In Hagen ist schwer was los